# Dario del Ponto
Dario (in greco antico: Δαρεῖος?, Dareĩos; in latino Darīus; ... – 37 a.C.), chiamato nella storiografia moderna Dario del Ponto, è stato un sovrano pontico, decimo re del Ponto dal 39 a.C. alla sua morte.

## Biografia
Dario era il figlio primogenito di Farnace II del Ponto e di sua moglie, una donna di origini sarmate; era quindi nipote di Mitridate VI il Grande e Laodice. Aveva un fratello e una sorella minori: Arsace e Dinamide.
Nel 39 a.C. il triumviro Marco Antonio (che controllava la repubblica romana insieme a Ottaviano e Lepido) diede a Dario il regno del Ponto, che dal 47 a.C. era amministrato direttamente dai romani. Due anni dopo, però, Dario morì, lasciando il regno in una disputa tra il fratello minore Arsace e il cognato Polemone, marito di Dinamide.